# Tiroteig de Múnic de 2016

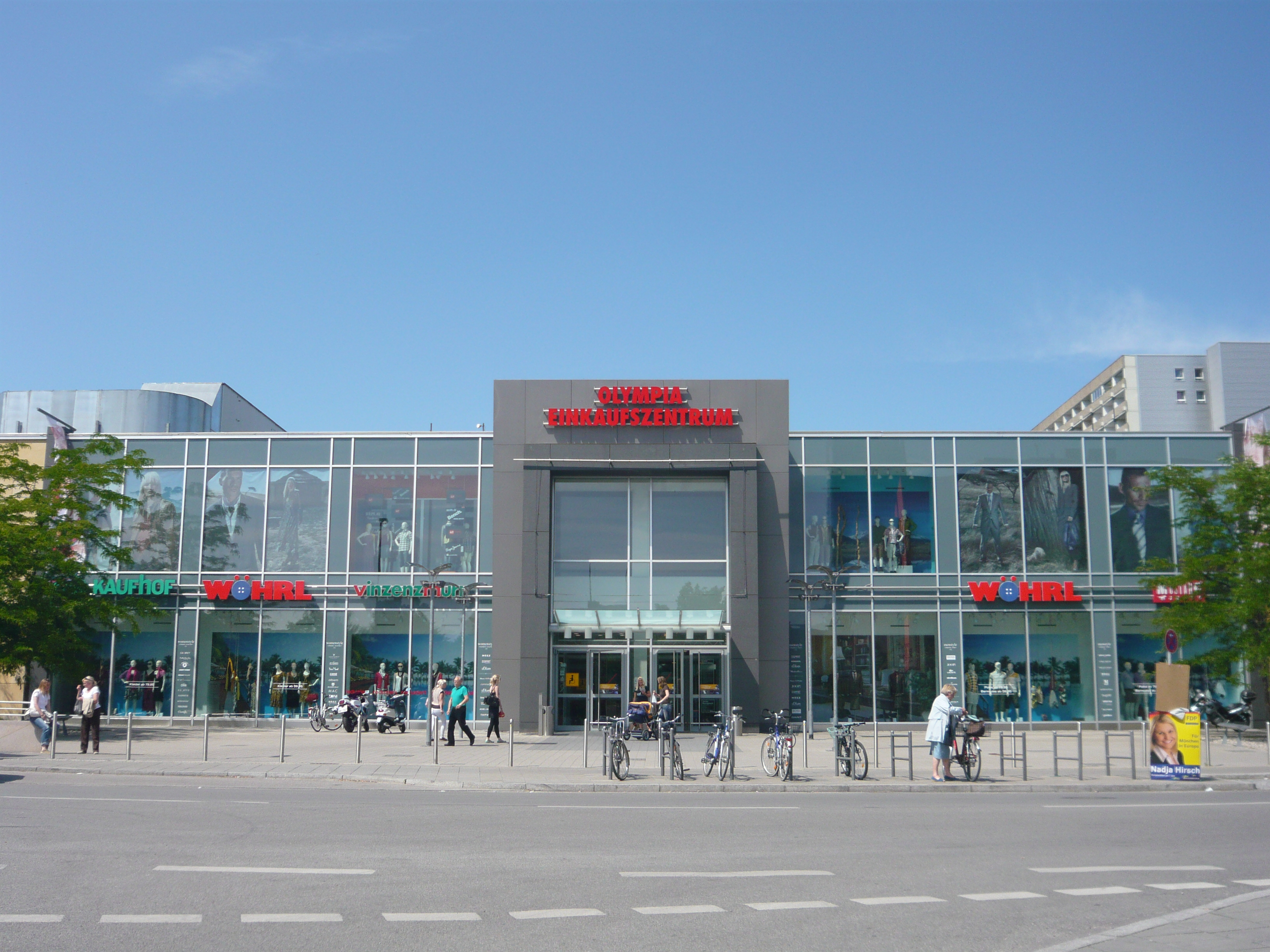
Entrada principal de l'OEZ

El tiroteig de Múnic de 2016 va tenir lloc el 22 de juliol d'aquest any en un restaurant de McDonald's i al Centre Comercial Olympia, en el districte de Moosach, a la ciutat alemanya de Múnic, capital de l'estat de Baviera.
En l'atemptat van morir 9 civils —5 d'ells menors d'edat— i 27 van resultar ferits, deu d'ells de gravetat. El perpetrador del tiroteig va ser identificat per la Policia de Múnic, un jove alemany de 18 anys d'origen iranià anomenat Ali David Sonboly/Sonboli, que es va suïcidar posteriorment en veure's acorralat per la policia. No hi havia cap informació sobre els seus possibles motius ni indicis que apuntessin a un atemptat terrorista.
La policia municipal de Múnic, juntament amb la Landespolizei de Baviera, va acordonar el perímetre del recinte i va emetre un comunicat d'emergència a través de Twitter sol·licitant a la ciutadania romandre a les seves cases.

## Desenvolupament
A les 03:50 pm (hora local) la Policia alemanya va rebre una trucada alertant que s'estava produint un tiroteig al carrer Ganauer de la capital bavaresa. Un vídeo publicat a les xarxes socials mostra com una persona comença a disparar al costat d'un McDonald's situat al mateix carrer enfront del centre comercial Olympia.
Des d'aquí, el delinqüent es va dirigir al carrer Reese, perpendicular al carrer Ganauer, i va entrar al Centre comercial Olympia. Al voltant de les 04:30 van aparèixer nombrosos informes als mitjans de comunicació dient que prop del centre comercial s'estava desenvolupant una operació policial. Els vehicles policials van acordonar la zona i les persones que es trobaven en el Olympia van sortir corrent de l'edifici.
A la ciutat va deixar de funcionar el transport públic. Les autoritats van tancar el "Metro", i els tramvies i autobusos van deixar de circular. L'estació principal de trens de Múnic va ser evacuada. Unes hores després la Policia va donar permís per restablir el funcionament del transport públic.

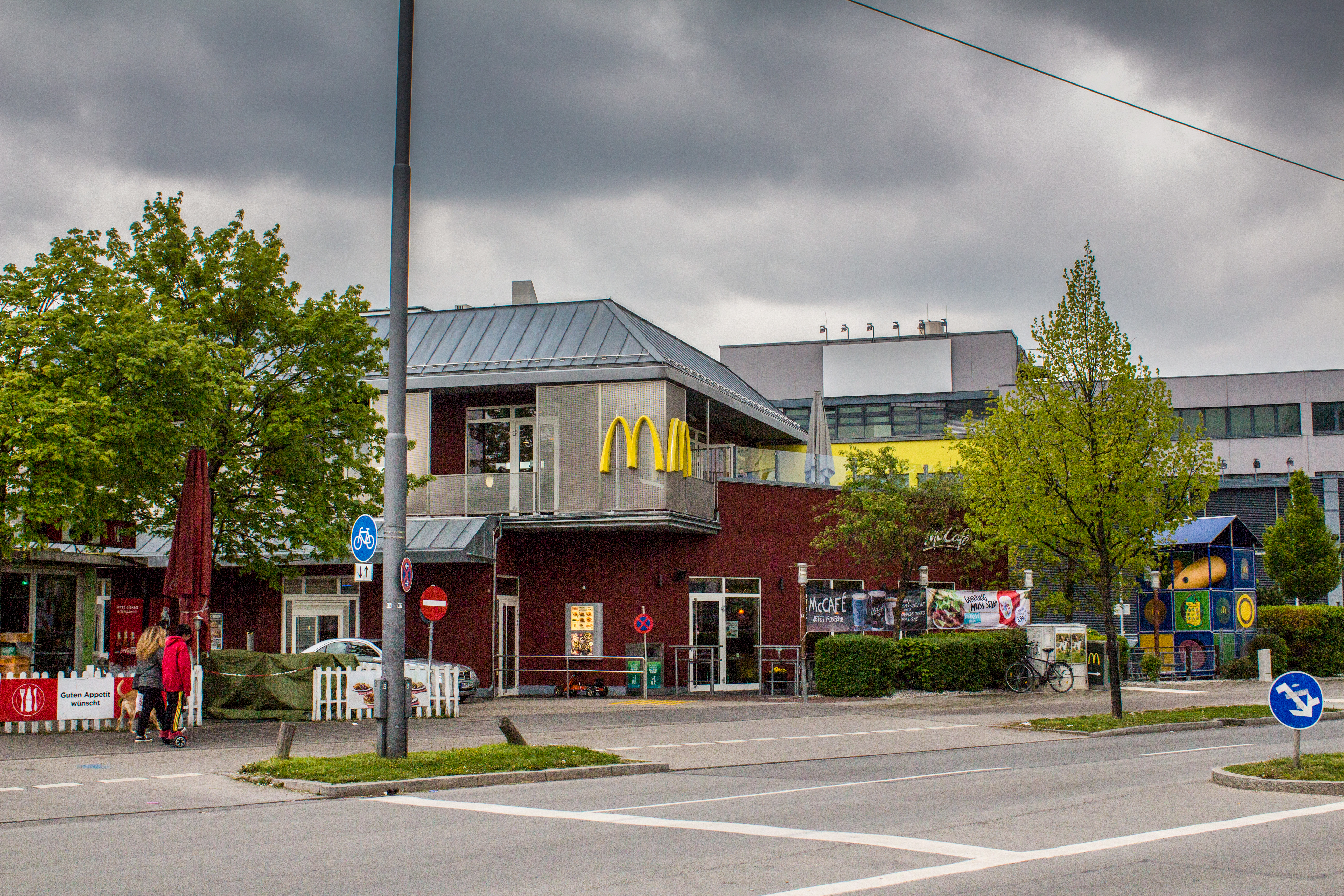
McDonald's on es va realitzar un dels atacs.

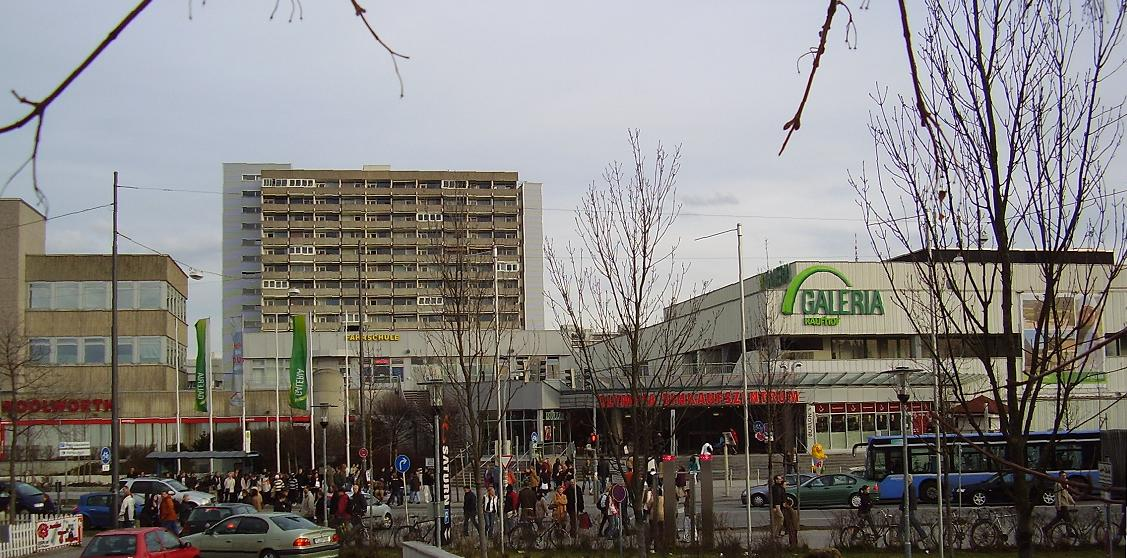
Centre Comercial Olympia.

Les forces policials de la zona metropolitana, i van ser desplegades, incloent-hi policies de la localitat de Nuremberg. Tots els metges van ser cridats als hospitals, ja que no existia una xifra exacta de ferits. La policia alemanya va dir a Twitter que no sabia d'on provenien els atacants ni tampoc a quina organització pertanyien. La policia va engegar un gran operatiu on van participar 2300 uniformats, una Força Especial Cobra d'origen austríac i una esquadrilla d'helicòpters per detenir als atacants que havien aconseguit fugir i va instar als habitants de Múnic a que no sortissin de les seves cases fins nou avís. Van ser desplegats a la ciutat membres del GSG 9, l'unitat d'operacions especials antiterrorista de la Policia Federal i alguns vehicles blindats.
A les 00:34 del 23 de juliol, la policia va informar que creien haver trobat al perpetrador que va actuar en solitari i que s'havia suïcidat.

## Víctimes
El primer ministre de Baviera, Horst Seehofer, va confirmar la mort de nou civils a part del perpetrador i un total de 27 ferits, cinc d'ells menors d'edat. Entre les víctimes mortals hi ha tres kosovars: Dijamant Zabergja, de 21 anys i dues noies, Armela Segashi i Savina Sulaj; tres persones turques: Sevda Dag, nascuda en 1971, Leyla Can, nascut en 2001 i Selçuk Kılıç; a part d'un grec.
A l'hospital "Rechts der Isar", on una persona lesionada va morir, es va declarar l'estat d'emergència.

## Autor
El cap de la Policia de Múnic, Hubertus Andrae, va fer pública la identitat del responsable del tiroteig en una roda de premsa. Va ser un jove alemany d'origen iranià, Ali David Sonboly, de 18 anys.
L'atacant possiblement estava «trastornat», de fet, havia anat a visitar-se a un consultori psiquiàtric per depressió. L'oficial va dir als mitjans que l'atac pot ser qualificat com una «conducta violenta clàssica» i no com a terrorisme.

## Reaccions

### Alemanya
El cap de la Cancelleria Federal d'Alemanya, Peter Altmaier, va anunciar que el 23 de juliol de 2016 tindria lloc a Berlín una reunió del gabinet d'emergència. El cap de Govern de Baviera, Horst Seehofer, fou l'encarregat de dirigir-ho. D'acord amb el ministre de Relacions Exteriors d'Alemanya, Frank-Walter Steinmeier, la situació a Múnic no estava del tot clara a data de 22 de juliol, va informar l'agència RIA Novosti.
El president d'Alemanya, Joachim Gauck, va condemnar el tiroteig a la capital bavaresa. La canceller alemanya, Ángela Merkel, no va emetre declaració el dia de l'atac sobre el tiroteig a Múnic, tot i que la Policia l'hagués descrit com un atac terrorista.
El dia 23 al matí, el govern de Baviera es va reunir a Múnic i el consell de seguretat federal, presidit per la canceller, Angela Merkel, es va reunir a Berlín a les 12:30.

### Organismes internacionals
- Organització del Tractat de l'Atlàntic Nord — El secretari general, Jens Stoltenberg, va dir que estava totalment al costat de les persones afectades en aquest tiroteig.[7]
- Unió Europea — Donald Tusk, president del consell europeu, va afirmar: "tot Europa està amb Múnic".[7]

### Estats sobirans
- Àustria — Es va intensificar la seguretat a la frontera amb Alemanya.[7]
- Bèlgica — El primer ministre belga, Charles Michel, va qualificar de «covard i menyspreable» l'atac al centre comercial de Múnic.[7]
- Canadà — El primer ministre canadenc va informar estar investigant els fets per veure si hi havia algun nacional ferit en l'atac.[7]
- Dinamarca — El primer ministre Lars Løkke Rasmussen va dir estar «entristit» per un atac contra persones innocents.[7]
- Espanya — El president del Govern Mariano Rajoy va dir que estava seguint els esdeveniments i que estava preocupat.[17] El líder del PSOE, Pedro Sánchez, va dir que estava seguint els fets amb deteniment i que estava commocionat i trist per la situació.[18]
- Estats Units — El president Barack Obama va oferir el suport dels Estats Units a les autoritats alemanyes per a la recerca dels successos i va condemnar l'atac.[7]
- França — Arran dels fets, el president François Hollande, va expressar el seu suport a la canceller d'Alemanya, Angela Merkel.[7] L'endemà Hollande va catalogar el tiroteig com un "atac terrorista repugnant" i va prometre la cooperació del Govern del seu país.[10]
- Mèxic — El president Enrique Peña Nieto va lamentar els fets de violència a Múnic i va expressar que Mèxic s'unia al dolor del poble alemany.[19]
- Paraguai — El president Horacio Cartes va expressar el seu profund pesar pels successos de Múnic i la seva solidaritat amb el poble alemany.[20]
- República Txeca — El país va reforçar els controls a les seves fronteres amb Alemanya.[7]
- Turquia — El Govern turc va condemnar els atacs a Múnic.[7]